# Déclaration d'Arbroath
Lire en ligne

Texte original et traduction en anglais sur Wikisource

La déclaration d'Arbroath est une déclaration d'indépendance écossaise, écrite en latin dans le but de confirmer le statut de l'Écosse en tant que nation indépendante et souveraine et de justifier le recours aux forces armées si elle se trouvait injustement attaquée. Cette déclaration revêt la forme d'une lettre, datée du 6 avril 1320, qui fut envoyée au pape Jean XXII.

## La déclaration
Signée par 51 nobles dont les principaux barons d'Écosse dans la petite ville d'Arbroath (comté d'Angus), cette lettre est la seule restante des trois écrites à l'époque. Les deux autres émanaient du Roi des Écossais et du clergé qui comportaient vraisemblablement les mêmes points.
Le passage le plus célèbre est le suivant :
« (…) car, aussi longtemps que ne serait-ce que cent d'entre nous serons vivants, jamais à aucune condition nous ne serons soumis à la domination anglaise. Ce n'est en vérité ni pour la gloire, ni pour la richesse, ni pour l'honneur que nous nous battons, mais pour la liberté ; pour elle seule, que nul honnête homme n'abandonne qu'avec la vie même ».

## Signataires
Les principaux signataires sont :
- Donnchadh IV, comte de Fife
- Thomas Randolph, comte de Moray
- Patrick (V) Dunbar, comte de March
- Malise IV de Strathearn, comte de Strathearn
- Malcolm (II), comte de Lennox
- William (II), comte de Ross
- Magnus Jonsson, comte de Caithness et des Orcades
- William (III), comte de Sutherland,
- Walter Stuart, grand sénéchal d'Écosse
- William de Soules, grand bouteiller d'Écosse
- James Douglas, seigneur de Douglas
- Roger Mowbray
- David, seigneur de Brechin
- David Graham
- Ingram de Umfraville
- John de Menteith, gardien du comté de Menteith
- Alexandre Fraser Grand Chambellan d'Écosse
- Gilbert de la Hay, Grand connétable d'Écosse
- Robert Keith, maréchal d'Écosse
- Henry St Clair
- John Graham
- David Lindsay
- William Oliphant (en)
- Patrick Graham
- John Fenton
- William Abernethy
- David Wemyss
- William Mushet
- Fergus d'Ardrossan
- Eustace Maxwell
- William Ramsay
- William Mowat
- Alan Murray
- Donald Campbell
- John Cameron
- Reginald Cheyne
- Alexander Seton (en)
- Andrew Leslie
- Alexander Straiton